# 樂高宇宙
《樂高宇宙》是NetDevil軟體公司開發的大型多人線上遊戲，在2008年下半年開發。是世界知名玩具品牌樂高公司第一個所出的網絡遊戲。
樂高宇宙于2010年10月正式运营， 2011年8月改免费与会员制混合运营。2012年1月因为运营不善，现已永久关闭。